# Île Quarantaine
L'île Quarantaine est une île ukrainienne située sur le Dniepr à Kherson du microdistrict de Korabel, sud du pays.

## Présentation
C'est un lieu de rassemblement cosaque connu dès le XVIIe siècle comme Kochovo. Avec la création de la ville de Kherson est créé un port et sa zone de quarantaine. Au début du XIXe siècle l'île est convertie en chantier naval pour navires marchands puis une entreprise de laine.
En 1908 est créé un yacht club qui fait face au port actuel. En 1912 le chantier naval est repris par Vadon. En 1967 est créé le microdistrict de Korabel et le chantier naval de Kherson y est situé. 

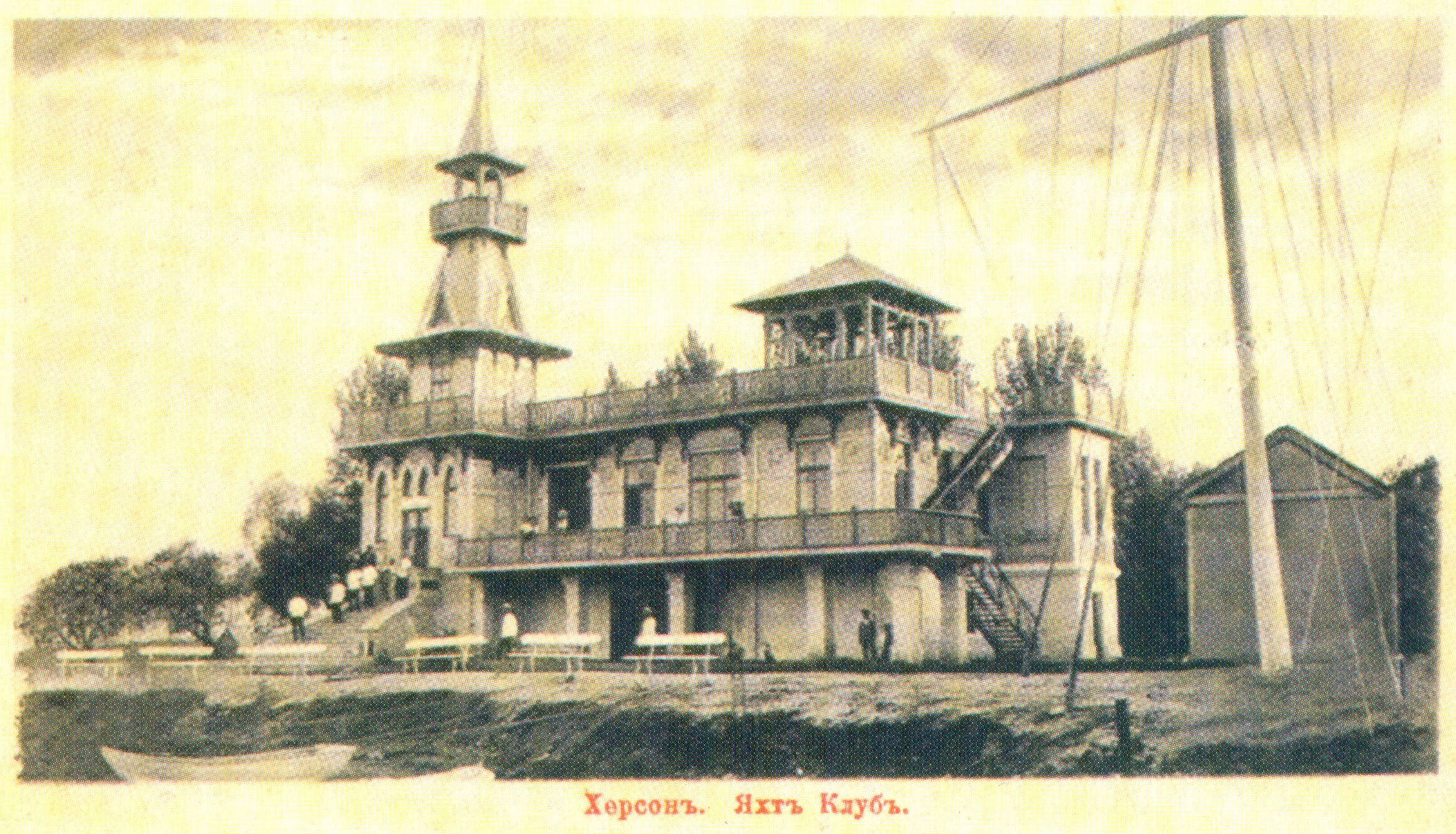
Le yacht club en 1914,
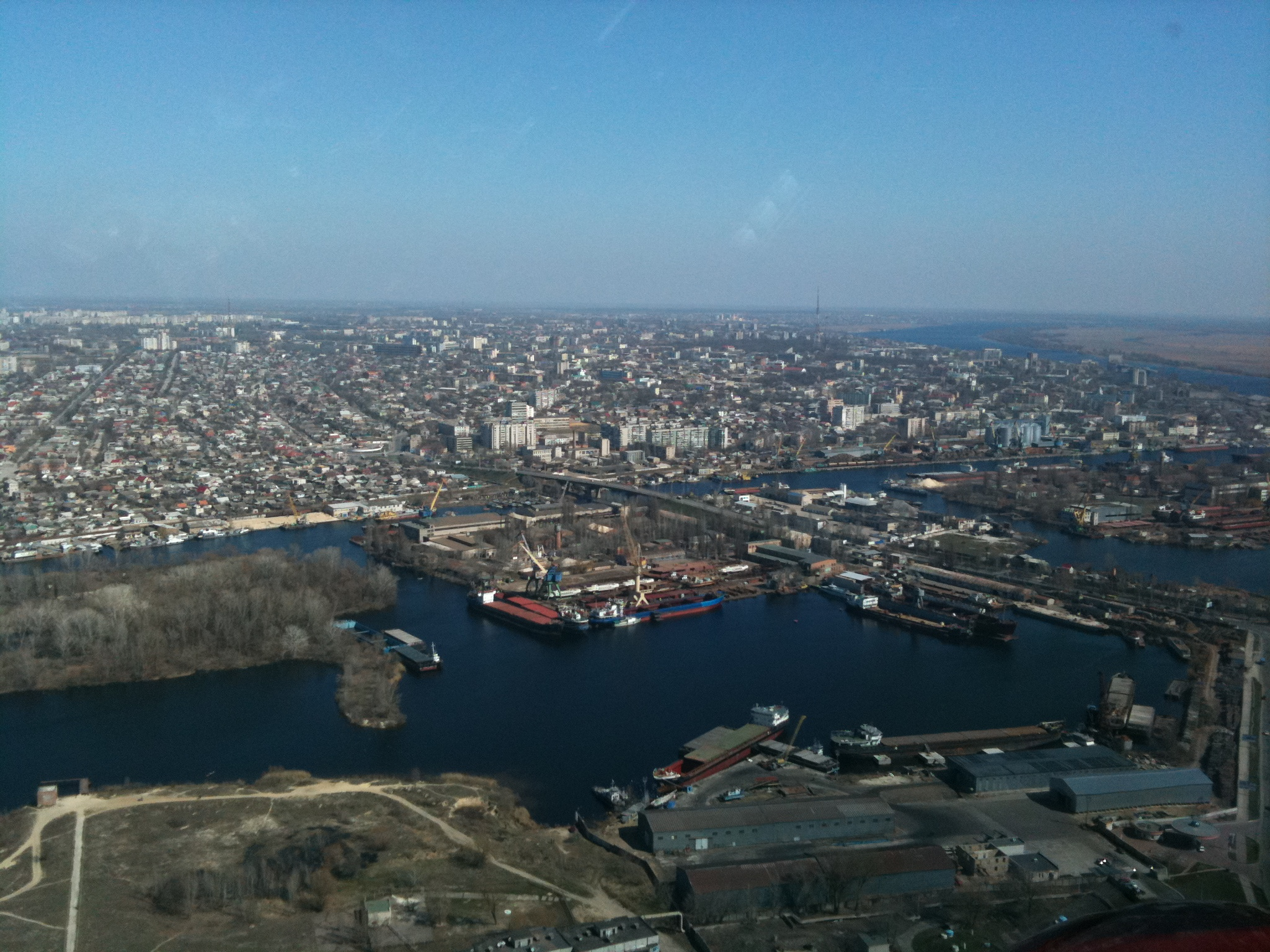
Le pont routier reliant l'île à la ville.
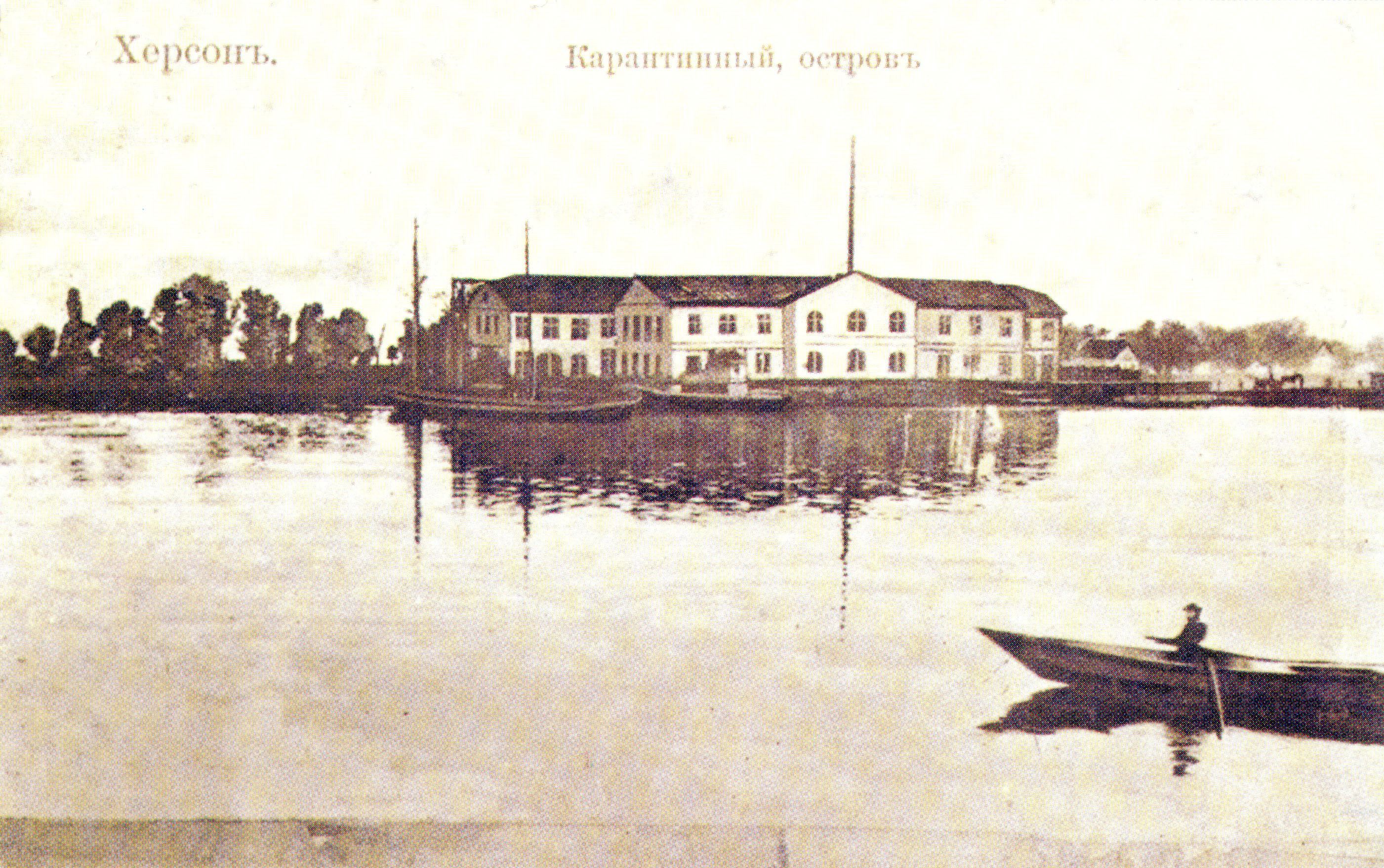
Le bâtiment de la quarantaine.